# Fårabackarna
Fårabackarna är ett kommunalt naturreservat i Trelleborgs kommun i Skåne län.
Området är naturskyddat sedan 2008 och är 16 hektar stort. Reservatet består av tidigare utmarker utmed Östersjöns strand. Marken består av kalksten som täcks av sandlager med ett tunt vegetationstäcke överst.